# Ямщик, не гони лошадей
«Ямщи́к, не гони́ лошаде́й» — русский романс, созданный в начале XX века. Слова были написаны поэтом Николаем Александровичем (или Алексеевичем) фон Риттером в 1905 году и положены на музыку композитором Яковом Лазаревичем Фельдманом в 1914 году. Стал известен широкой публике с 1915 года как ответ на романс «Гони, ямщик!». Получил большую популярность в 1910-е гг. в России.

## История

Яков Фельдман, автор музыки романса.

Слова будущего романса «Ямщик, не гони лошадей» были написаны известным в начале XX века в России поэтом Николаем Александровичем (или Алексеевичем) фон Риттером в 1905 году как стихотворение, являющееся, по замыслу автора, ответом на романс «Гони, ямщик!». Это стихотворение получило широкую известность позже, когда было воплощено в романсе композитора Якова Лазаревича Фельдмана (1884—1950). Исследовательница русского романса Елена Уколова пишет, что нет возможности сказать однозначно, где Яков Фельдман познакомился с Николаем фон Риттером. По мнению Уколовой, это могло произойти в московском издательстве Ямбора. В результате к началу 1915 года Фельдман создал два романса на стихи Риттера. Одним из них как раз и был «Ямщик, не гони лошадей!». Уколова пишет, что романс появился своевременно, потому что совпал с настроением, витавшим в обществе.
Музыкальный вариант романса был посвящён Фельдманом русской певице Агриппине Сергеевне Гранской, на тот момент жене Фельдмана. Фельдман и Гранская познакомились в Воронеже в январе 1913 года, и с тех пор на протяжении 15 лет все свои музыкальные произведения Фельдман посвящал ей. В 1914 году ноты и текст романса были опубликованы в серии «Цыганская жизнь» издателя Николая Давингофа с указанием посвящения Гранской и как ответ на романс «Гони, ямщик!».
В 1915 году первый вариант исполнения песни «Ямщик, не гони лошадей» принадлежал Гранской, что принесло ей как певице широкую известность. Впоследствии утвердился мужской вариант исполнения романса.

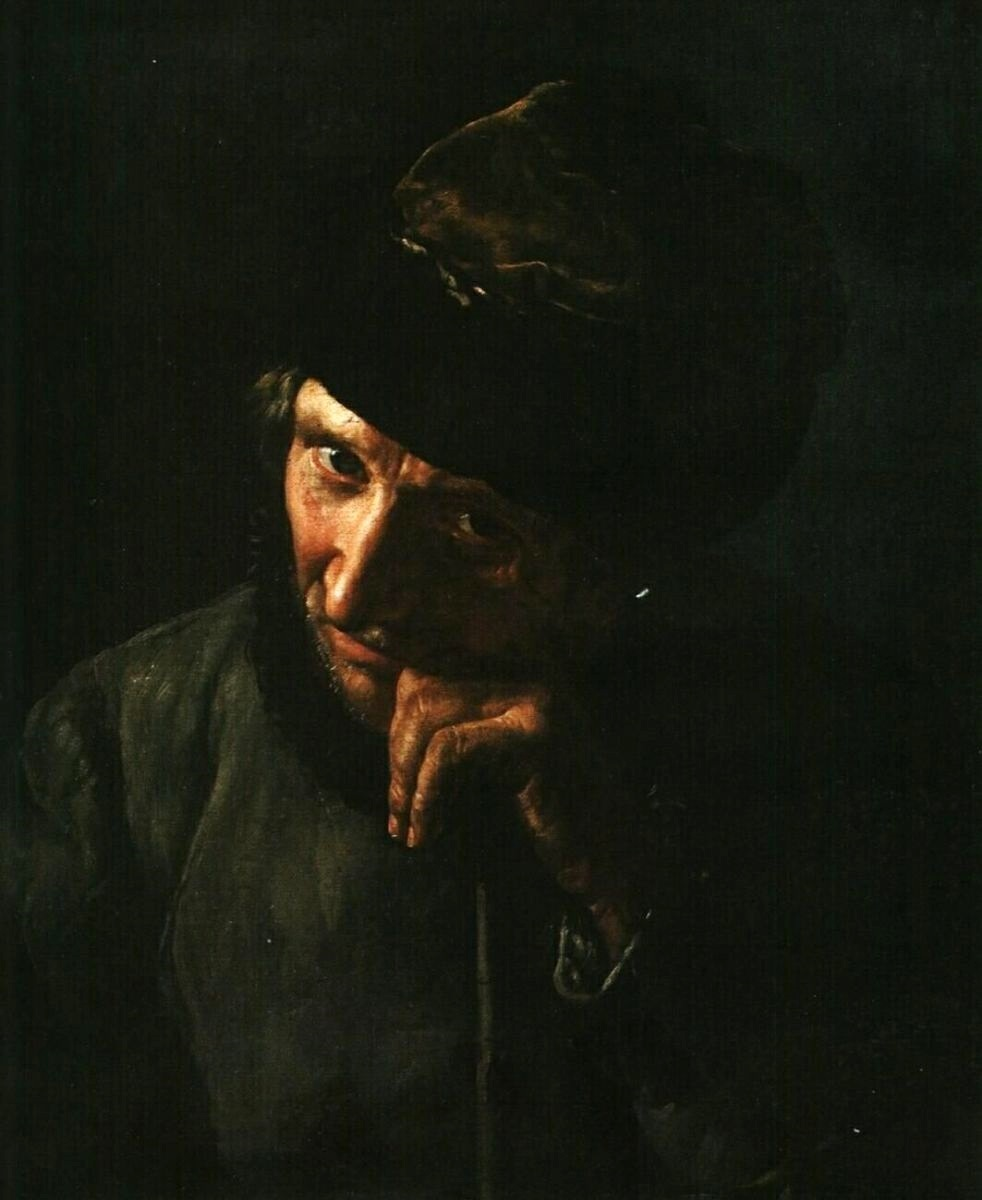
Василий Тропинин. Ямщик

Уже вскоре после его появления романс приобрёл большую народную популярность. В 1916 году русским режиссёром, театральным художником и сценаристом Евгением Бауэром был снят немой художественный фильм с таким же названием: «Ямщик, не гони лошадей», являвшийся своеобразной экранизацией романса. (До настоящего времени тот фильм не сохранился.)
В 1920 году в Советской России романс, как сообщает исследователь Рита Болотская на страницах газеты «Собеседник», был якобы запрещён «как явление антиклассовое и несовместимое с идеалами коммунизма» и «вычеркнут из всех репертуаров». Однако дальше она же пишет: «Не было, наверное, ни одной студии грамзаписи, не воздавшей должное „Ямщику“. Даже запрет советской власти не смог перекрыть кислород этому романсу, его всё равно пели, причём слова и музыку искренне считали народными». И спустя годы романс «Ямщик, не гони лошадей» вернулся к слушателям, заняв место в одном ряду с самыми популярными вокальными произведениями.
Автор текста романса Николай фон Риттер, по утверждениям некоторых публикаторов, после революции 1917 года покинул Россию. Однако это утверждение спорно, так как другие его биографы называют даже точный адрес, по которому он в начале 1919 года всё ещё по-прежнему проживал в Киеве: в доме № 26 по Бибиковскому бульвару. Но более поздние данные о нём не найдены.
А автор музыки Яков Фельдман остался в Советской России. В 1925 году, когда умерла первая исполнительница романса Агриппина Гранская, Я. Л. Фельдман опубликовал серию своих последних романсов с посвящением своей умершей жене. Сам же композитор работал музыкантом и дирижёром в разных городах и скончался в 1950 году.

## Примеры записей разнохарактерных исполнений
- Борис Штоколов, в сопровождении фортепиано Архивная копия от 10 февраля 2020 на Wayback Machine
- Дмитрий Хворостовский, в сопровождении симф. оркестра Архивная копия от 8 декабря 2019 на Wayback Machine
- Владимир Васильев, в сопровождении оркестра народных инструментов
- Олег Погудин, гитарный аккомпанемент Архивная копия от 15 апреля 2019 на Wayback Machine
- Александр Шейпак, в сопровождении симф. оркестра
- Валерий Малишава, в сопровождении фортепиано
- Виктор Жеравин, «минус» на баяне
- Алекс Верх, «минус» на гитаре

## Мнения
Отмечено, что песня Владимира Высоцкого «Кони привередливые» и это крылатое выражение оттуда тесно переплетаются с романсом «Ямщик, не гони лошадей».

## Публикации
- Яков Фельдман, Н. Фон-Риттер. Ямщик, не гони лошадей. Серия «Цыганская жизнь». — Издатель Н. Х. Давингоф, 1910. — 4 с. (Видимо, здесь вкралась опечатка в дате, ибо выше в разделе «История» отмечено, что ноты и текст романса были опубликованы в 1914 году[2]).

## Каверы
- Группа «Не ждали» на альбоме «…не гони лошадей!»
- Группа «Несчастный случай» на альбоме «Тоннель в конце света»
- Израиль: популярная много десятилетий песня «Рути» на мотив этого романса: Арик Айнштейн и другие